# デビッド・ブナギ
サー・デビッド・オケテ・ヴヴィリ・ブナギ（英: Sir David Okete Vuvuiri Vunagi、1950年9月5日 - 2025年3月7日）は、ソロモン諸島の聖公会の元主教。2019年から2024年まで同国総督を務めた。聖マイケル・聖ジョージ勲章のナイト・グランド・クロス（GCMG）、ソロモン諸島のクロス（CSI）、大英帝国勲章（OBE）受章。2009年から2015年までメラネシア教区大主教を務めていた。

## 経歴
1950年にサンタイサベル島で生まれる。ブナギは1976年に南太平洋大学で科学教育の学士を取得し、1982年にパプアニューギニア大学で生物学教育の修士号を取得。1990年にオークランドのセント・ジョンズ・カレッジで神学学士を、1998年にカナダのバンクーバー神学校で神学修士号を取得した。卒業後はソロモン諸島に帰国し、メラネシア大主教区の副執事となる。2001年5月6日にテモツ教区の第3代主教となった。
2009年3月4日にホニアラで開催された英国国教会の地方選挙委員会で、メラネシア大教区の第5代大主教選出され、2009年5月31日に就任した。2010年4月19日から23日までシンガポールで開催された 英国国教会のグローバル・サウス会議に出席した。
2019年6月にブナギは次期総督に選出され、同年7月7日に女王エリザベス2世から総督に任命された。2019年に行われた即位礼正殿の儀ではソロモン諸島代表として招待を受け、来日。2022年のエリザベス2世の国葬にソロモン諸島代表として参列した。
2025年3月7日、グアダルカナル島北部のオケアの自宅で死去。